# Лавровишня
Лаврови́шня лікарська, слива лавровишнева, лавровишня (Prunus laurocerasus L.) — вічнозелена рослина роду сливових із родини розових. Походить із регіонів, що межують із Чорним морем у південно-західній Азії та південно-східній Європі, від Албанії та Болгарії на схід через Туреччину до Кавказьких гір та північного Ірану.
Загальні назви P. laurocerasus стосуються схожості листя та зовнішнього вигляду з лавром (Laurus nobilis). Як і лавр, лавровишня використовувалася для виготовлення лаврових вінків, але ці дві рослини не пов'язані між собою.

## Опис
Вічнозелений кущ або дерево від малого до середнього розміру, що виростає до 5-15 метрів у висоту, рідко до 18 метрів, зі стовбуром до 60 см завтовшки. Листя темно-зелене, шкірясте, блискуче, 5—30 см завдовжки й 4—10 см завширшки, з дрібно зубчастим краєм. При подрібненні листя може мати запах мигдалю. Квіткові бруньки з'являються ранньою весною і розкриваються на початку літа в прямостоячих 7—15 см суцвіттях по 30—40 квіток, кожна квітка діаметром 1 см, із п'ятьма кремово-білими пелюстками й численними жовтуватими тичинками із солодким запахом. Плід — невелика вишня діаметром 1—2 см, чорніє при дозріванні на початку осені.
Плід їстівний, насіння отруйне, містить синильну кислоту. Росте головним чином в теплих і помірних регіонах Євразії та Америки.

## Поширення
Лавровишня походить із південно-східної Європи до Ірану та Лівії, включаючи Сербію, Албанію, Болгарію, Румунію, Туреччину, Азербайджан, Грузію, Кавказький регіон, Таджикистан та Лівію.
Вид процвітає у місцях, бідних на поживні речовини, і є в основному морозостійким. За короткий час рослина може широко поширитися шляхом самосіву. Це особливо проблематично, оскільки рослина поширюється в підліску існуючих лісів і витісняє місцеву природну рослинність. У багатьох регіонах вид увійшов до списку інвазивних, наприклад у Північній Америці, Великій Британії та деяких інших країнах Європи.

## Культивація
Лавровишня широко культивована декоративна рослина, що використовується для посадки в садах і парках у помірних регіонах по всьому світу. Її часто використовують для живоплотів, як просіюючу та як масову ландшафтну рослину. Більшість сортів є міцними чагарниками, що можуть впоратися зі складними умовами вирощування, включаючи затіненість та нестачу вологи, і які добре реагують на обрізку. Існує понад 40 сортів.

## Отруйність
Листя та насіння можуть викликати сильний дискомфорт для людей при проковтуванні. Вживання листя або кількох розжованих насінин може призвести до нудоти, блювоти, підвищеного серцебиття та судом; більш як десять розжованих насінин можуть призвести до смерті від зупинки серця або дихання.
У Туреччині м'якоть вишні використовується для варення або желе, оскільки сполуки ціанистого водню руйнуються під час варіння, а м'якоть менш токсична, ніж листя та насіння.
Насіння вишні, як і решта рослини, отруйне, містять ціаногенні глікозиди та амигдалін. Саме цей хімічний склад дає запах мигдалю при подрібненні листя.

## Галерея
| Загальний вигляд дорослої рослини | Листки | Квітки | Плоди |